# Trường Trung học phổ thông Việt Đức
Trường Trung học phổ thông Việt Đức là một trường trung học nằm tại quận Hoàn Kiếm, thành phố Hà Nội, được thành lập ngày 3 tháng 3 năm 1955.

## Lịch sử
Khu nhà số 47 phố Lý Thường Kiệt (thời Pháp thuộc là đường Carreau) nguyên là trường Dòng mang tên Giám mục Puginier được xây cất xong năm 1897. Vào thời gian đó, Giám mục Hà Nội là Pierre-Marie Gendreau đã lấy một thửa đất rộng để xây trường dòng mới do nhu cầu giảng dạy và đào tạo các tu sĩ ngày càng gia tăng. Trường được đặt theo tên của vị Giám mục tiền nhiệm.

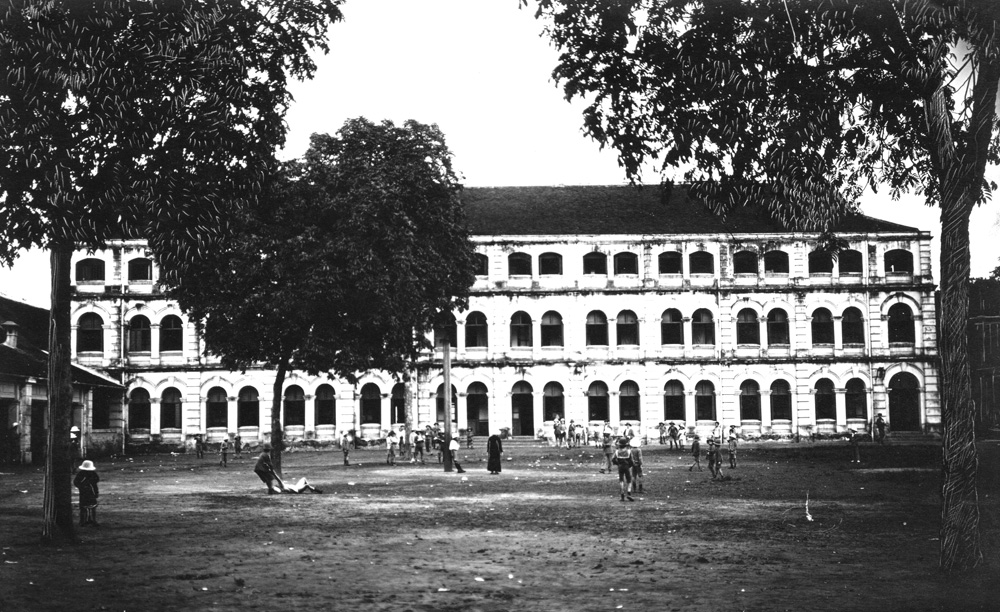
Một góc trường Dòng thời Pháp thuộc

Sau ngày giải phóng Thủ đô 10/10/1954, một số cơ sở tôn giáo không còn hoạt động và được nhà nước chính thức quản lý. Trường dòng Puginier cũng được chuyển thành trường học phổ thông. Các cán bộ giáo dục vào tiếp quản Thủ đô nhận nhiệm vụ tập hợp con em các chiến sĩ, cán bộ vào giải phóng Hà Nội, thành lập một trường học, học theo chương trình 9 năm của ngoài kháng chiến.
Thời gian đầu trường gồm các học sinh cấp II, cấp III và các lớp dự bị đại học. Sau đó, Trường được bổ sung thêm con em của các cán bộ ở lại miền Bắc chiến đấu. Các thầy giáo, cô giáo là những thầy, cô trẻ được đào tạo từ khu học xá Nam Ninh - Trung Quốc. Trường được đặt tên là Trường Phổ thông cấp 2-3 Hà Nội (PT2-PT3).
Ngay từ những ngày đầu Trường được Chính phủ và nhân dân Cộng hòa Dân chủ Đức giúp đỡ nhiều về các trang thiết bị dạy học.
Từ năm 1960, trường chuyển sang dạy chương trình 10 năm, chỉ gồm những học sinh cấp III. Trường được gọi tên là Trường Phổ thông cấp 3 (PT3A-PT3B). Trong giai đoạn 1960 - 1965, thầy và trò tích cực đi đầu trong phong trào thi đua học gắn liền với thực hành, tham gia tích cực xây dựng chủ nghĩa xã hội ở miền Bắc. Nhiều thầy, cô đã xung phong đi giảng dạy ở miền núi, các thầy cô tiếp tục nâng cao trình độ và nghiệp vụ chuyển về dạy ở các trường Đại học hoặc nhận nhiệm vụ lãnh đạo các trường PTTH ở Hà Nội. Học sinh tích cực tham gia phong trào phát triển kinh tế văn hóa miền núi, đi xây dựng nông trường sữa Mộc Châu, công trường đá tại tỉnh Hòa Bình. 

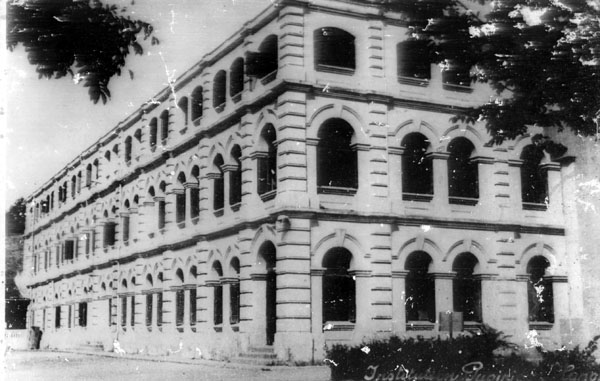
Trường dòng Puginier (thời Pháp thuộc)

Từ năm 1970, trường được gọi là trường phổ thông cấp 3 Hà Nội A - B. Trường phân tán thành nhiều phân hiệu nhỏ để thực hiện nhiệm vụ dạy học và học trong thời kỳ chiến tranh đế quốc Mỹ phá hoại ở miền Bắc. Nghe theo tiếng gọi của Đảng, nhiều thầy cô giáo trẻ và học sinh hăng hái lên đường nhập ngũ, thực hiện tốt phong trào "3 sẵn sàng", đi bất cứ nơi đâu tổ quốc cần.
Từ năm 1970 - 30/6/1997, trường được chia tách thành 2 trường, một trường mang tên PTTH Việt Đức (học buổi sáng), một trường mang tên PTTH Lý Thường Kiệt (học buổi chiều).
Ngày 1/7/1997, Trường PTTH Việt Đức "và PTTH Lý Thường Kiệt sáp nhập thành Trường Trung học phổ thông Việt Đức. Trường liên tục đạt danh hiệu trường Tiên tiến xuất sắc của ngành Giáo dục - Đào tạo của Thủ đô Hà Nội.
Trong quá trình phát triển, trường đã được Chủ tịch Hồ Chí Minh, Thủ tướng Phạm Văn Đồng, Chủ tịch Quốc hội Trường Chinh, Phó chủ tịch Nguyễn Thị Bình và nhiều các nhà lãnh đạo trong và ngoài nước tới thăm. Chủ tịch Hồ Chí Minh đã tới thăm trường vào ngày 14 tháng 6 năm 1956.

## Đội ngũ giáo viên
Trường có 1 nhà giáo được phong tặng danh hiệu nhà giáo nhân dân là thầy Hiệu trưởng Nguyễn Văn Vận, 4 nhà giáo ưu tú (trong đó có nhà Hà Nội học Nguyễn Vinh Phúc), nhiều thầy cô giỏi đạt nhiều giải cao trong các kỳ thi Giáo viên dạy giỏi.

## Một số học sinh tiêu biểu của trường

#### Chính khách
- Nguyễn Sinh Hùng[3], nguyên Chủ tịch Quốc hội
- Phạm Gia Khiêm, nguyên Phó Thủ tướng, Bộ trưởng Bộ Ngoại giao
- Nguyễn Văn Bình, nguyên Trưởng ban Kinh tế Trung ương, nguyên Thống đốc Ngân hàng Nhà nước
- Đặng Vũ Chư, nguyên Bộ trưởng Bộ Công nghiệp
- Võ Hồng Phúc, nguyên Bộ trưởng Bộ Kế hoạch và Đầu tư
- Đào Đình Bình, nguyên Bộ trưởng Bộ Giao thông Vận tải
- Trần Thị Tâm Đan, nguyên Chủ nhiệm Ủy ban Văn hóa, Giáo dục, Thanb niên, Thiếu niên và Nhi đồng Quốc hội
- Nguyễn Chí Vịnh, nguyên Thứ trưởng Bộ Quốc phòng, nguyên Tổng cục trưởng Tổng cục Tình báo
- Vũ Quốc Hùng, nguyên Phó chủ nhiệm thường trực Ủy ban Kiểm tra trung ương
- Chu Tuấn Nhạ, nguyên Bộ trưởng Bộ Khoa học, Công nghệ và Môi trường

#### Nhà khoa học
- Tôn Thất Bách
- Đặng Vũ Minh
- Nguyễn Hoa Thịnh
- Ngô Việt Trung
- Nguyễn Lân Hiếu

#### Văn nghệ sĩ
| Điện ảnh         | Âm nhạc           | Sân khấu   | Văn học          | Báo / Truyền hình            |
| ---------------- | ----------------- | ---------- | ---------------- | ---------------------------- |
| Văn Hiệp         | Trần Tiến         | Trọng Khôi | Lưu Quang Vũ     | Tạ Bích Loan Ngô Thanh Huyền |
| Nguyễn Thanh Vân | Trung Kiên        | Thúy Hằng  | Bằng Việt        | Trương Anh Ngọc              |
| Trương Ngọc Ánh  | Phú Quang         | Thúy Hạnh  | Hoàng Hưng       |                              |
|                  | Vũ Dậu            |            | Thảo Phương      |                              |
|                  | Tuấn Hưng         |            | Hồng Thanh Quang |                              |
|                  | Đăng Khôi         |            |                  |                              |
|                  | Nguyễn Hồng Nhung |            |                  |                              |
|                  | Hồng Kỳ           |            |                  |                              |
|                  | Duy Khoa          |            |                  |                              |
|                  | Minh Thúy         |            |                  |                              |
|                  | Hàn Ngọc Bích     |            |                  |                              |
|                  | AMEE              |            |                  |                              |
|                  | MCK 05UG Band     |            |                  |                              |

### Thể thao
- Hoàng Vĩnh Giang

#### Doanh nhân
- Nguyễn Trần Bạt
- Nhiều học sinh của trường đã hy sinh vì tổ quốc, đã được phong Anh hùng LLVT: Anh hùng liệt sĩ Bùi Ngọc Dương (được đặt tên cho một con phố Hà Nội), Anh hùng liệt sĩ Ngô Huy Hoàng, liệt sĩ Chu Hữu Lương, liệt sĩ Phạm Mạnh Dự... Nhiều học sinh đạt nhiều giải thưởng trong các kỳ thi học sinh giỏi cấp Quốc gia và Thành phố.

#### Hoa hậu, người mẫu
- Bùi Bích Phương (Hoa hậu Việt Nam 1988)
- Nguyễn Diệu Hoa (Hoa hậu Việt Nam 1990)
- Nguyễn Thiên Nga (Hoa hậu Việt Nam 1996)
- Đỗ Mỹ Linh (Hoa hậu Việt Nam 2016)
- Trương Ngọc Ánh
- Thúy Hằng
- Thúy Hạnh

## Hiện nay
Hiện nay, trường có tổng số hơn 120 cán bộ giáo viên, với khoảng 2200 học sinh. Trường Việt Đức luôn là một trong những lá cờ đầu của ngành giáo dục Phổ thông tại Hà Nội. Trường đã được nhà nước tặng thưởng Huân chương Lao động hạng 3 năm 1998 và Huân chương Lao động hạng Nhì năm 2022.
| Thí sinh         | Năm thi    | Tuần                 | Tháng              | Quý | Chung Kết Năm |
| ---------------- | ---------- | -------------------- | ------------------ | --- | ------------- |
| Lê Hương Như Huệ | Olympia 10 | Giải Nhất - 295 điểm | Giải Ba - 135 điểm |     |               |
| Đàm Thanh Tùng   | Olympia 14 | Giải Ba - 30 điểm    |                    |     |               |
| Phạm Quốc Anh    | Olympia 20 | Giải Ba - 140 điểm   |                    |     |               |